# Lasioglossum dispositellum
Lasioglossum dispositellum är en biart som först beskrevs av Cockerell 1934.  Lasioglossum dispositellum ingår i släktet smalbin, och familjen vägbin. Inga underarter finns listade i Catalogue of Life.